# سید آتکینسون
سید آتکینسون (انگلیسی: Sid Atkinson؛ ۱۴ مارس ۱۹۰۱ – ۳۱ اوت ۱۹۷۷) دونده اهل آفریقای جنوبی بود.
وی در مسابقات کشوری و بین‌المللی در مجموع برندهٔ ۱ مدال طلا، ۱ مدال نقره شده‌است.